# Palomita blanca (vals)
 Palomita blanca  es un vals cuya letra pertenece a Francisco García Jiménez en tanto la música es de Anselmo Aieta, publicado en 1929. 

## Los autores
Francisco García Jiménez ( Buenos Aires, Argentina, 22 de septiembre de 1899 – ídem, 5 de marzo de 1983 ) fue un poeta, letrista y comediógrafo que tuvo una extensa carrera en Argentina. Algunos de sus tangos que se recuerdan son Bailongo de los domingos, Bajo Belgrano, Barrio pobre, Carnaval, La enmascarada, Farolito de papel, Lunes, Mariposita, Rosicler, Siga el corso y Tus besos fueron mios.
Anselmo Alfredo Aieta (San Telmo, Buenos Aires, 5 de noviembre de 1896 – 25 de septiembre de 1964) fue un bandoneonista y compositor de tango argentino, del que se recuerdan entre otras obras,  Siga el corso, Bajo Belgrano y Tus besos fueron míos.
Una de las estrofas más recordadas de Palomita blanca dice:
Blanca palomita que pasas volando
Rumbo a la casita donde está mi amor,
¡Palomita blanca, para el triste ausente
tú eres una carta de recordación!
Una de las versiones más apreciadas es la de la orquesta de Aníbal Troilo con las voces de Floreal Ruiz y Alberto Marino. El vals se escucha en la película Vida nocturna (1955) dirigida por Leo Fleider y lo ejecuta Troilo acompañado por la guitarra de Edmundo P. Zaldívar (h.), si bien algunos sostienen que quien en realidad toca es Roberto Grela.

## Grabaciones
Algunas de las grabaciones de Palomita blanca son las siguientes:
- Alberto Acuña con la voz de René Ruiz
- Orquesta de Aníbal Troilo y las voces de Floreal Ruiz y Alberto Marino, el 23 de noviembre de 1944 para RCA Victor]]
- Héctor Varela y su orquesta (instrumental) del 20 de abril de 1947.
- Orquesta de Aníbal Troilo (instrumental) en 1953 para TK.
- Carlos Gardel con las guitarras de Barbieri y Riverol, el 20 de marzo de 1930, para Odeon.